# Basalmembran

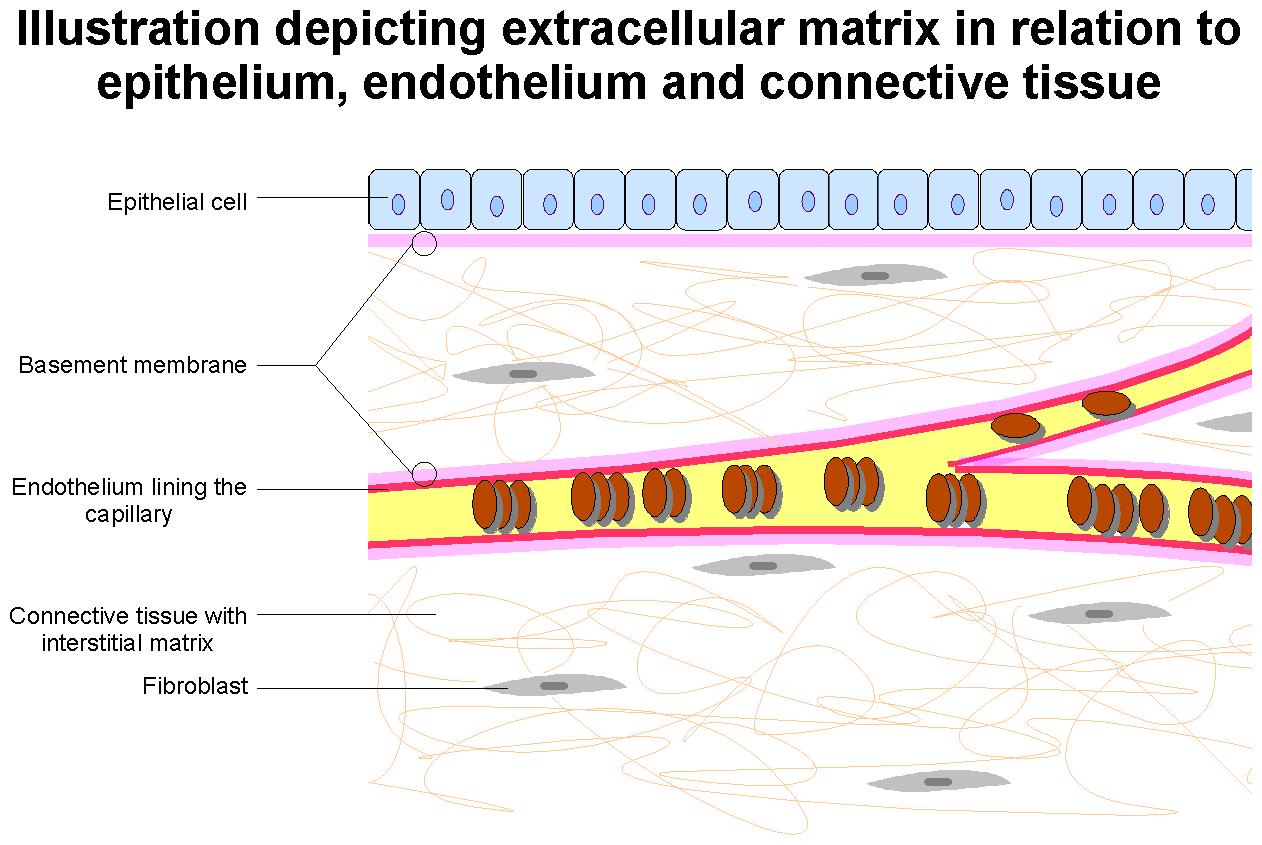
Epitel- och endobasementmembranet i förhållande till epitel och endotel, samt andra extracellulära matriskomponenter

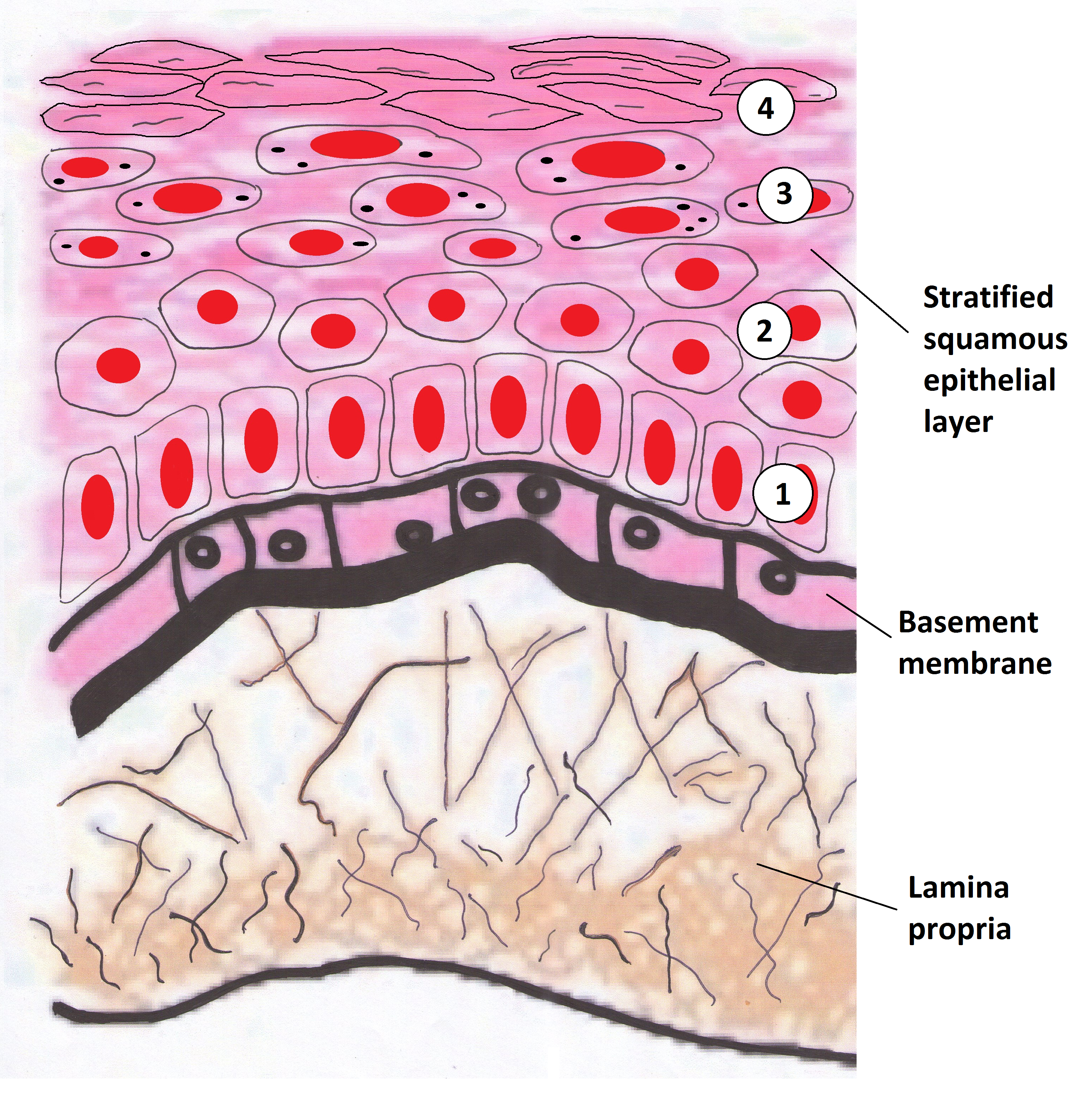
Bild som visar basalmembranet i munnens ythinna, som skiljer hinnan (epitel) från ett löst lager av bindväv (lamina propria)

Basalmembranet är en tunn, smidig arkliknande typ av extracellulär matris som ger cell- och vävnadsstöd. Den fungerar även som en plattform för komplex signalering. Basalmembranet sitter mellan epitelvävnader som mesotel och endotel, och den underliggande bindväven.
Basalmembranet är omkring 50 nanometer tjockt och fungerar som en gränsyta och ett filter mellan epitelceller och underliggande vävnad. Basalmembranet består av proteoglykaner, kollagen (typ IV) och glykoproteiner. Det saknar alltså celler, och består endast av makromolekyler.

## Struktur
Sett genom elektronmikroskop består basalmembranet av två lager – basallamina och retikulär lamina. Den underliggande bindväven fäster vid basallamina med kollagen VII-förankringsfibriller och fibrillinmikrofibriller.
Det basala laminaskiktet kan vidare delas in i två lager baserat på deras visuella utseende i elektronmikroskopi. Det ljusare skiktet närmare epitelet kallas lamina lucida, medan det tätare färgade skiktet närmare bindväven kallas lamina densa. Det elektrontäta lamina densaskiktet är cirka 30–70 nanometer tjockt och består av ett underliggande nätverk av retikulära kollagen IV-fibriller som i genomsnitt är 30 nanometer i diameter och 0,1–2 mikrometer i tjocklek och är belagda med den heparansulfatrika proteoglykanperlekanen. Förutom kollagen innehåller denna stödjande matris inneboende makromolekylära komponenter. Lamina lucida-skiktet består av laminin, integriner, entaktiner och dystroglykaner. Integriner är en nyckelkomponent i hemidesmosomer som tjänar till att förankra epitelet i det underliggande basalmembranet.
För att representera ovanstående på ett visuellt organiserat sätt är källarmembranet organiserat enligt följande:
- Epitelial/mesotelial/endotelial vävnad (yttre)
- Basalmembran
  - Basal lamina
    - Lamina lucida
      - laminin
      - integriner (hemidesmosomeer)
      - nidogener
      - dystroglykaner

    - Lamina densa
      - kollagen IV (belagda med perlekan, rik på heparansulfat)

  - Fästproteiner (mellan basala och retikulära laminae)
    - kollagen VII (förankring av fibriller)
    - fibrillin (mikrofibriller)

  - Lamina reticularis
    - kollagen III (som retikulära fiberer)
- Bindväv (Lamina propria)

## Funktion
Basalmembranets primära funktion är att förankra epitelet till dess lösa bindväv (dermis eller lamina propria) under. Detta uppnås genom cell-matrisadhesioner genom substratadhesionsmolekyler (SAMs).
Basalmembranet fungerar som en mekanisk barriär som förhindrar att maligna celler invaderar de djupare vävnaderna. Tidiga stadier av malignitet som därmed är begränsade till epitelskiktet av basalmembranet kallas karcinoma in situ.
Basalmembranet är också viktigt för angiogenes (utveckling av nya blodkärl). Basalmembranproteiner har visat sig påskynda differentiering av endotelceller.
De mest anmärkningsvärda exemplen på basalmembran är njurens glomerulära basalmembran, genom fusion av basallamina från endotelet i glomerulära kapillärer och podocyt basallamina, och mellan lungalveoler och lungkapillärer, genom fusion av basallamina i lungalveolerna och av lungkapillärernas basallamina där syre- och CO2-diffusion sker (gasutbyte).
Sedan 2017 är andra roller kända för basalmembran såsom blodfiltrering och muskelhomeostas. Frakttoner kan vara en typ av basalmembran, som fungerar som en nisch för stamceller.

## Klinisk betydelse
Vissa sjukdomar beror på ett dåligt fungerande basalmembran. Orsaken kan vara genetiska defekter, skador av kroppens eget immunsystem eller andra mekanismer. Sjukdomar som involverar basalmembran på flera platser är:
- Genetiska defekter i kollagenfibrerna i basalmembranet, såsom Alports syndrom och Knoblochs syndrom
- Autoimmuna sjukdomar riktade mot basalmembran. Icke-kollagenös domän basalmembran kollagen typ IV är autoantigen (målantigen) av autoantikroppar i den autoimmuna sjukdomen Goodpastures syndrom.[13]
- En grupp sjukdomar som härrör från felaktig funktion av basalmembranzonen förenas under namnet epidermolysis bullosa.[14]

I histopatologi tyder ett förtjockat basalmembran främst på systemisk lupus erythematosus eller dermatomyosit, men också möjligen på lichen sclerosus.